# Schlitte
Cet article possède un paronyme, voir Schlitter (homonymie).

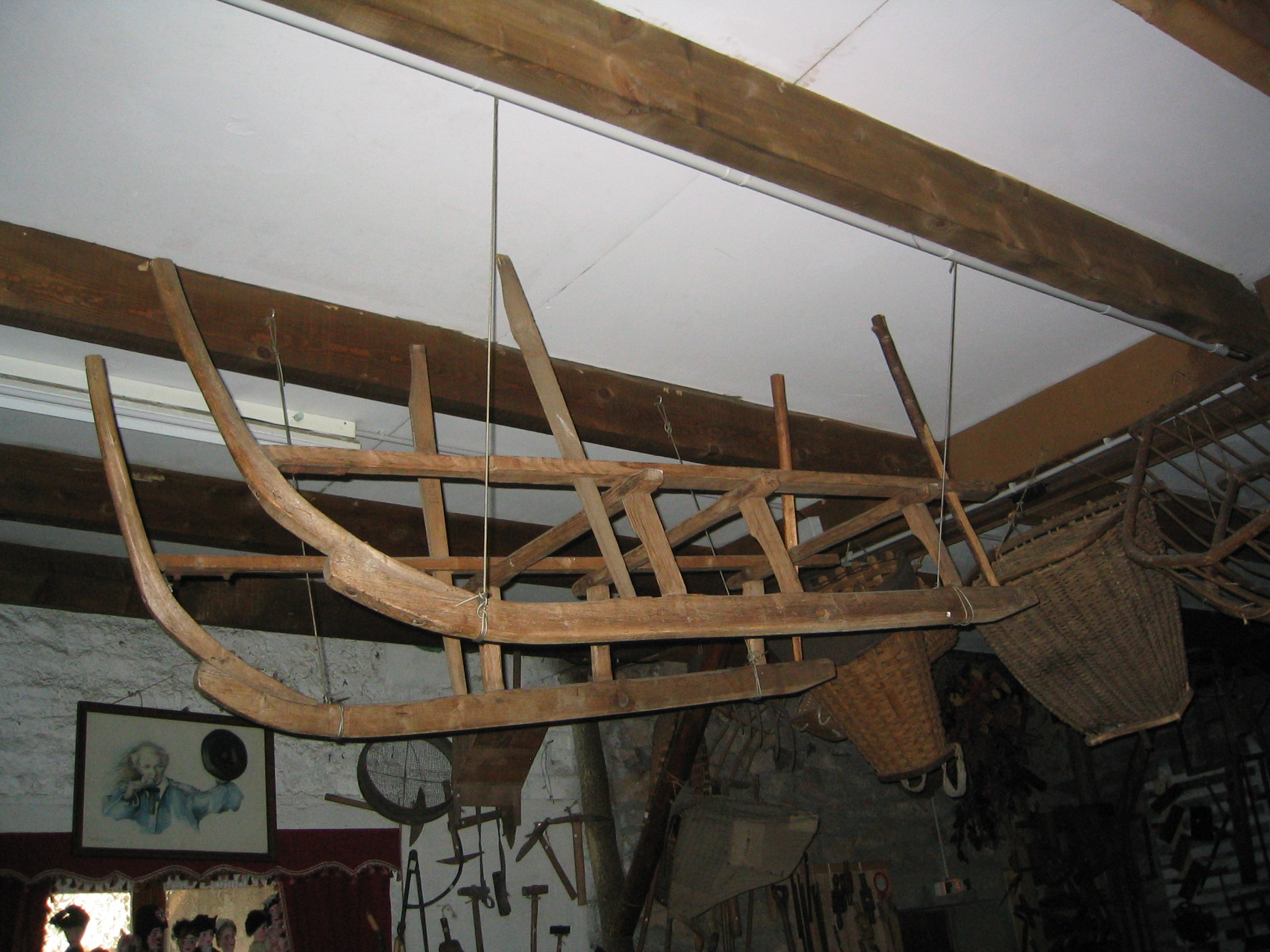
Schlitte vosgienne.

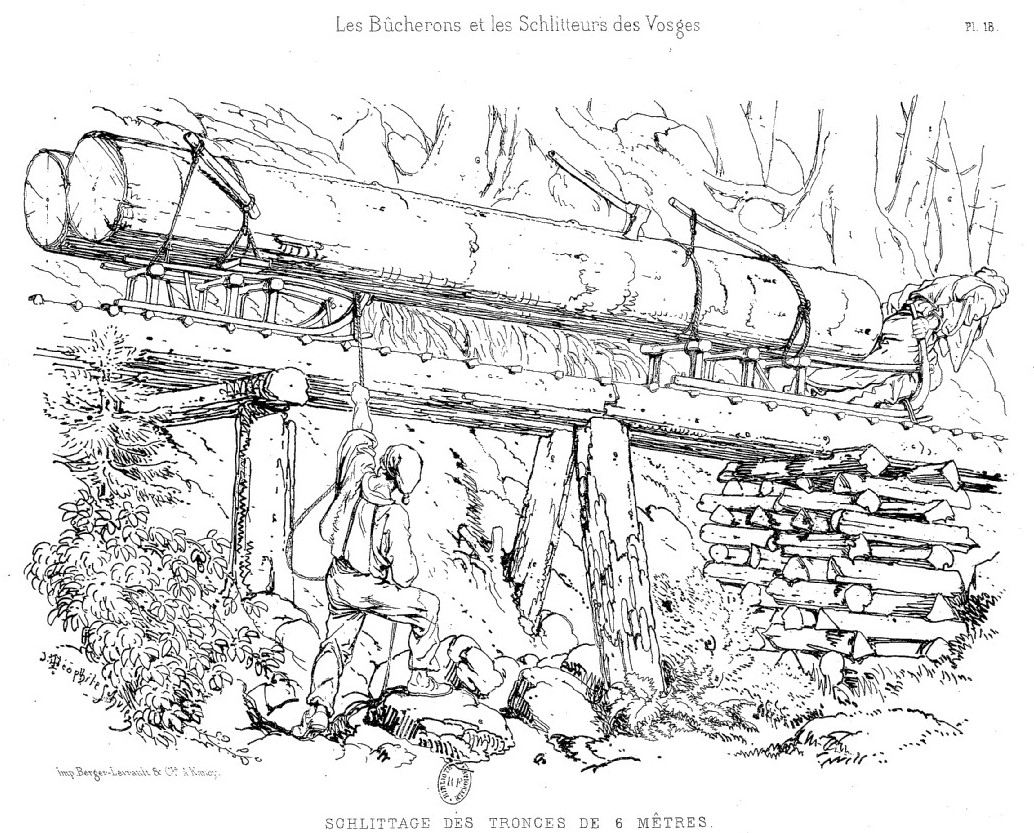
Schlittage de troncs de 6 mètres. Dans Théophile Schuler, Les bûcherons et les schlitteurs des Vosges, 1878

La schlitte désigne aujourd'hui un traîneau qui a l'aspect d'une grosse luge à l'armature légère et assez souple, généralement en bois.
Ce terme générique alsacien, accepté en français du XVIIIe siècle dans les Vosges et déjà probablement en lorrain au XVIe siècle, désignait autrefois une gamme de traîneaux ou de dispositifs de traîne réservée à divers usages traditionnels de transport agricole et forestier dans la montagne vosgienne ou en Forêt-Noire, parfois utilisée jusqu'à la Seconde Guerre mondiale avant la mécanisation du monde agricole. Marc Brignon[Qui ?] a démontré qu'il existait, dans le cas du transport forestier spécifique au massif vosgien, pour débarder et parfois transporter les bois (tronces, bois coupés), quatre sortes de schlittes, correspondant à des techniques de schlittage parfois radicalement différentes, à savoir le bouc, la grande schlitte, la chèvre, la schlitte de bois de chauffage. Dans les vallées de la Sarre, de la Bruche et de la Haute-Meurthe où l'on a pratiqué le flottage du bois de chauffage ou de construction, le schlitteur représente sans conteste un des maillons indispensables du transport du bois depuis les « hauts » jusqu'aux rives des cours d'eau flottables jalonnés de nombreuses scieries.
C'est cette dernière que l'on peut associer communément aux schlittes paysannes ou de ferme, autrefois très employées sur les prés et dans les bois en pente, qui subsistent dans la représentation populaire actuelle sous des formes assez limitées, associées à un labeur forestier en grande partie folklorique. On pourrait ajouter les schlittes pour les enfants et de transports de loisirs, les premières parfois très petites qui correspondent à la petite luge en bois, les secondes démesurément grandes pour impressionner autrefois les touristes ou curistes de l'air vosgien.
Dans le monde traditionnel vosgien, le terme alsacien francisé a évincé la plupart des dénominations spécifiques de traîneaux et de systèmes technique de traîne (Hleute, Hleuya, khlèffo, hhlèppo...).

## Origine du mot
La schlitte, terme utilisé de part et d'autre de la frontière linguistique de l'Alsace et des Vosges, était encore appelée zlitte ou hhlite selon certaines variétés dialectales lorraines qui se sont dégradées dans les formes patoises actuelles. La racine de ce mot est probablement très ancienne, à la fois d'origine celtique et germanique est utilisée de part et d'autre de la frontière linguistique de l'Alsace et des Vosges.
Dans l'ancien patois de Fraize qui peut s'entendre avec des micro-variantes dans les vallées de la grande et petite Meurthe, zlitèr signifie "transporter à la schlitte, ou plus précisément sur la zlite", enne zlite désignait un traîneau de montagne, apte à la descente, sans préciser la charge transportée, on disait zliter do bô pour transporter du bois sur cet engin en bois et lo zlitu correspondait au schlitteur, qui peut désigner, au choix, celui qui traîne la schlitte ou le professionnel d'une équipe de pauvres saisonniers employés au débardage sur un chantier forestier hivernal.
Le patois de La Bresse, rapporté par le chanoine Jean Hingre, décrit dans sa graphie pro-française eune chlite : un traîneau pour descendre le bois des forêts. Il peut être équipé d'un timon, sorte de long bâton rattaché par une fourche ou fourchette, pour l'attelage. Mais, son emploi hivernal par les schlitteurs nommés chlitou ou khlitou ne requiert que deux forts bâtons, fixés sur le devant de l'engin. Ces deux bâtons sont tenus par chaque main du schlitteur, adossé à l'avant du traîneau, qui descend à pas retenus le long de la pente, qui peut être équipée de traverses ou de ponts, l'ensemble formant parfois un chemi ravto ou chemin ou voie de raftons (traverses de bois). Le verbe chlitè signifie descendre le bois des forêts avec la chlite, mais aussi, dans un sens générique que le chanoine Hingre oublie par évidence, "luger, transporter par traîneaux diverses charges de bois, de pierre, de foin...". Le même auteur n'oublie pas pourtant d'indiquer un traîneau destiné spécifiquement à charrier les pierres, lè Hleuya, qui ne possède qu'une fourche mobile, et une autre sorte de petit traîneau à multiples usages, enne Hleute.
Le verbe en vieux français serait eslider soit "glisser" et le nom en ancien français, autrefois préservé en Franche-Comté, serait chélite ou chélitre. D'autres formes patoises s'écrivent khlite, hhlite ou xhlite, indiquant un son proche d'une fricative vélaire de l'ancien français ou dialecte roman, [χ] intermédiaire entre les sons X, R et H, par ailleurs plus ou moins accentuée lorsqu'elle est placée en initial.
L'allemand actuel a gardé le verbe Schlitten fahren qui a approximativement le même sens que l'ancien verbe alémanique schlitten "luger, glisser sur une surface lisse, descendre une pente", cette forme verbale étant conservée en alsacien. Ce verbe se retrouve sous diverses formes : slīten en moyen-haut-allemand, slīden en moyen-néerlandais, slida en vieux-suédois, lizzare en italien ou simplement to slide(n) en anglais. L'objet qui glisse ou dévale la pente, à savoir le traîneau correspondant, se nommait ou se nomme Slite en moyen haut-allemand, Slito en ancien haut-allemand, Slede en ancien néerlandais, Sclede en flamand, scleida en bas-latin, Sloede en danois, Slitta en islandais, Släde en suédois, sleigh en anglais... Le linguiste peut postuler une ancienne racine indo-européenne, ainsi [s]lei au sens de "humide, visqueux, collant ou glissant". En allemand moderne, les substantifs der Schleim "le mucus (biologique), la matière visqueuse (sens général)", die Schleie "la tanche" ou les verbes schleichen "ramper, glisser", schleipfen "(1) traîner, (2) aiguiser", schlüpfen "se faufiler, enfiler, sortir, éclore" en proviendraient... En irlandais, glissant se dit sleamhun...

## Schlittes domestiques ou paysannes
Chaque maison montagnarde (appelée selon la région "haus", house en alsacien ou moho, ou "mohon" en patois des Hautes-Vosges) suffisamment cossue, possédait une gamme de schlittes en bois que ses occupants savaient confectionner et réparer. En été comme en hiver, sur les prés fragiles, les chemins de terre et les versants en pente, la grande schlitte de ferme sur laquelle se plaçaient différents supports en bois adaptables permettait de faire glisser des charges, telles des cendriers de fourrages ou des charges de terre, de fumier, de menu bois ou de gros bois. La petite schlitte permettait aux enfants ou à l'adulte de dévaler rapidement les pentes verglacées.
La principale condition d'utilisation était un dénivellement entre les points de charge en haut et de décharge en bas. La remontée traditionnelle s'effectuait en portant la schlitte plus ou moins relevée, les arquebouts de devant dans les mains et les épaules supportant le premier plat ou barreau, le dispositif de support inversé étant plaqué dans le dos.
Certaines schlittes étaient conçues en deux ou trois parties pour transporter des corps allongés, un tronc ou plusieurs poteaux ficelés par exemple. Une partie avant ou chèvre, éventuellement une partie médiane, et enfin le bouc ou fin de traîne surélevaient la charge et la faisaient glisser sur leurs patins.
Enfin, sans nécessiter de dénivellement, des schlittes de tailles moyennes, parfois aussi en deux parties, pouvaient servir de traîneau afin qu'un homme ou un animal, fréquemment un chien si la charge était faible, puisse tirer une charge sur un parcours boueux, enneigé ou verglacé. Les montagnards amenaient par ce moyen en temps hivernaux leur mort à la cérémonie d'enterrement.

## L'instrument de travail des schlitteurs forestiers

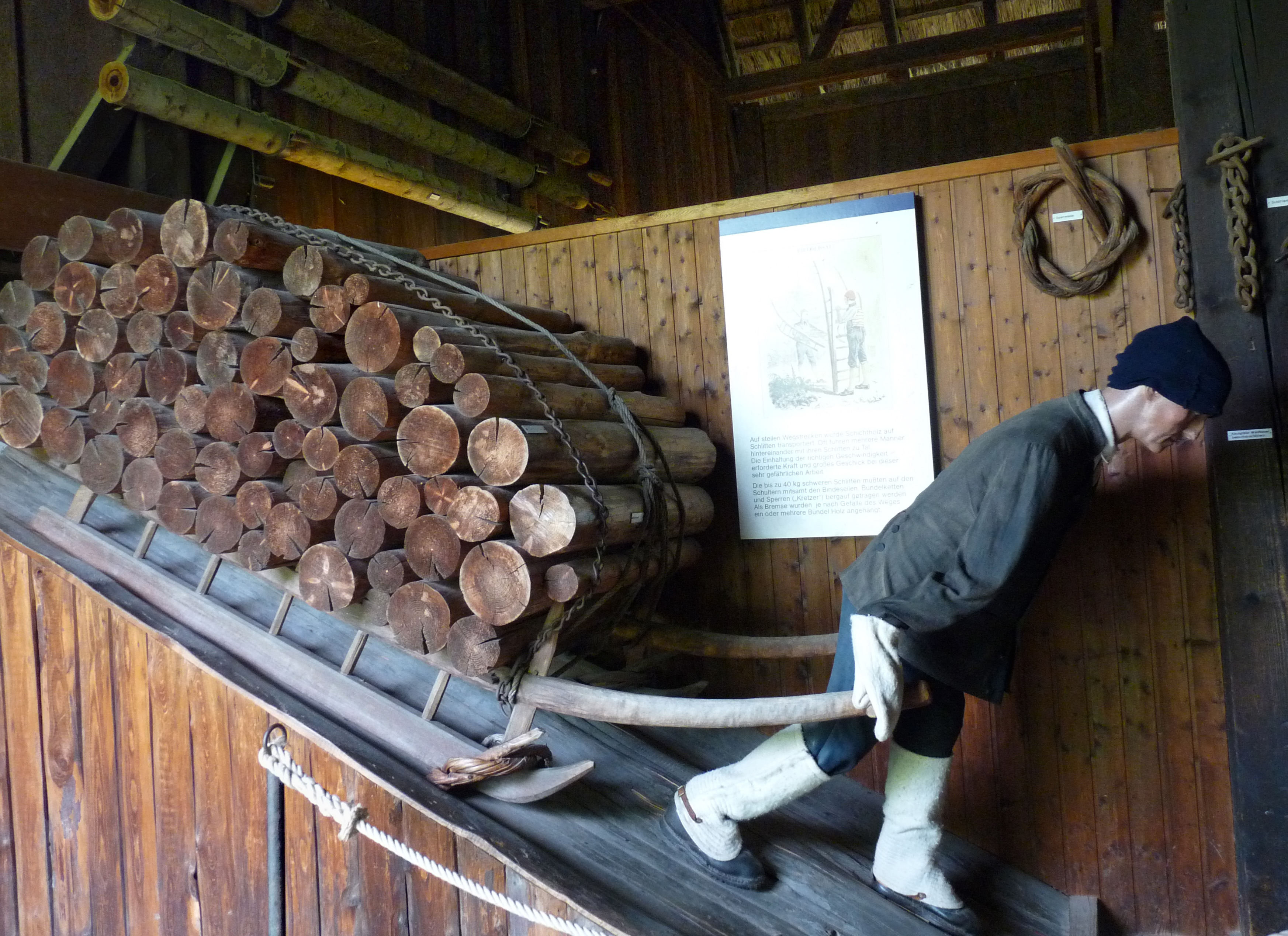
Un schlitteur en action (musée Vogtsbauernhof, Forêt-Noire).

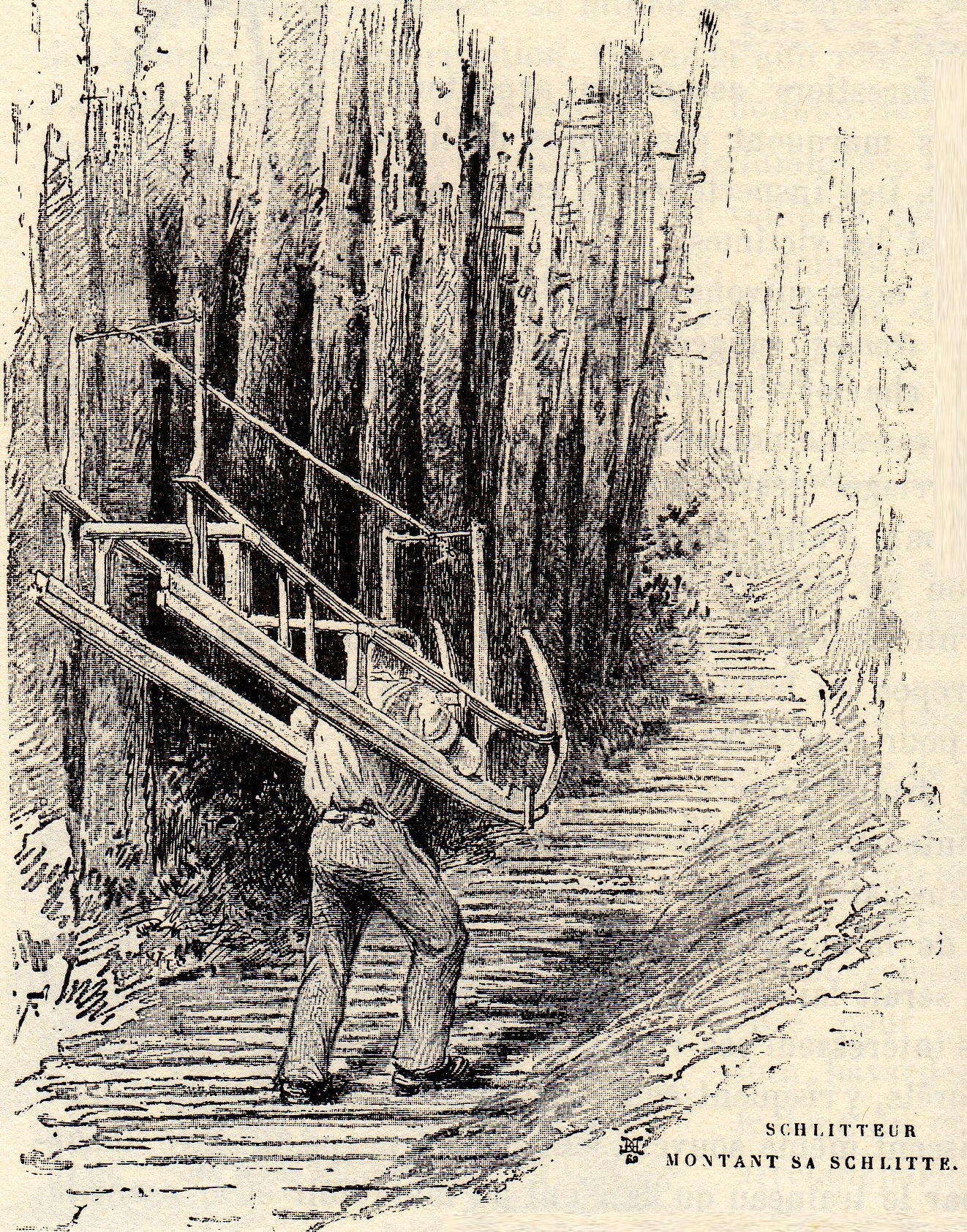
Un schlitteur de la région de Senones croqué par Gustave Fraipont.

Les patins de la schlitte, qui glissent sur le sol, peuvent être en bois, parfois à semelle renforcée en métal ou uniquement en métal.
De longues schlittes à patins, parfois ferrés, supportaient des empilements de rondins impressionnants afin de permettre leur évacuation des hauteurs forestières depuis la coupe jusqu'en bas de la vallée. Ce bois de chauffage découpé anciennement à des longueurs standardisées et empilé sur des rôles empruntait le plus souvent des chemins de schlittage aménagés encore au début du XXe siècle. Ces chemins constitués de traverses de bois — disposées de la même manière que des traverses de chemin de fer — servant à la fois de piste de glisse que de butée aux schlitteurs qui y posaient leurs pieds pour retenir la schlitte souvent lourdement  chargée. Le schlitteur se cambrait à l'avant, le haut du dos collé à la charge, ses pieds prenant appui sur les plots de bois transversaux, et retenait ou tirait sa charge sur ce chemin à rail de bois. La taille du lot de bois à transporter avoisinait deux cordes, soit environ huit stères.
Alors que les plus beaux chemins de schlittage, véritables œuvres d'art en bois, avec petits ponts et sculptures, étaient réalisés dans une nature grandiose pour faire glisser et effrayer les touristes du Second Empire, la plupart des installations sommaires, formées de rondins à moitié enterrés dans la croûte d'humus forestier et espacés en fonction de la pente, étaient appelés chemins de raftons.
Les schlitteurs forestiers, qui se caractérisaient par leur bonnet et leur longue pipe, utilisaient aussi des schlittes en deux parties pour transporter des grumes de 10 à 13 mètres. Dans ce cas, ils étaient deux à retenir la charge : un à la chèvre, l'autre au bouc.
Ces professionnels forestiers, saisonniers, intervenant après les bûcherons, les scieurs de long, les cogneurs et les ébrancheurs et avant les manœuvres-flotteurs ou voituriers, les scieurs marnageurs ou sagards, étaient recrutés essentiellement parmi les hommes pauvres, en tout cas les plus démunis des vallées des Vosges. La préservation de l'expression populaire : « La schlitte tue l'homme en montant, et l'achève en descendant », témoigne du caractère harassant de la tâche réputée peu noble. Pour ce travailleur, si le mouvement de ces charges pouvait être périlleux en cas de glissade, la tâche la plus intense était la charge équilibrée et la décharge rapide qui étaient exigées par l'employeur ou le marchand de bois.
D'après les statistiques forestières de la fin du XIXe siècle, ce métier de force malfamé, rude et difficile, rendu dangereux par le temps humide et froid, possédait le taux le plus élevé d'accidents graves et mortels.

## Cinéma
- Le film Les Grandes Gueules comprend plusieurs scènes de schlittage.
- Le film Belle et Sébastien

À la télévision
- 2023 : Schlitter, téléfilm de Pierre Mouchet

## Commémoration du schlittage forestier

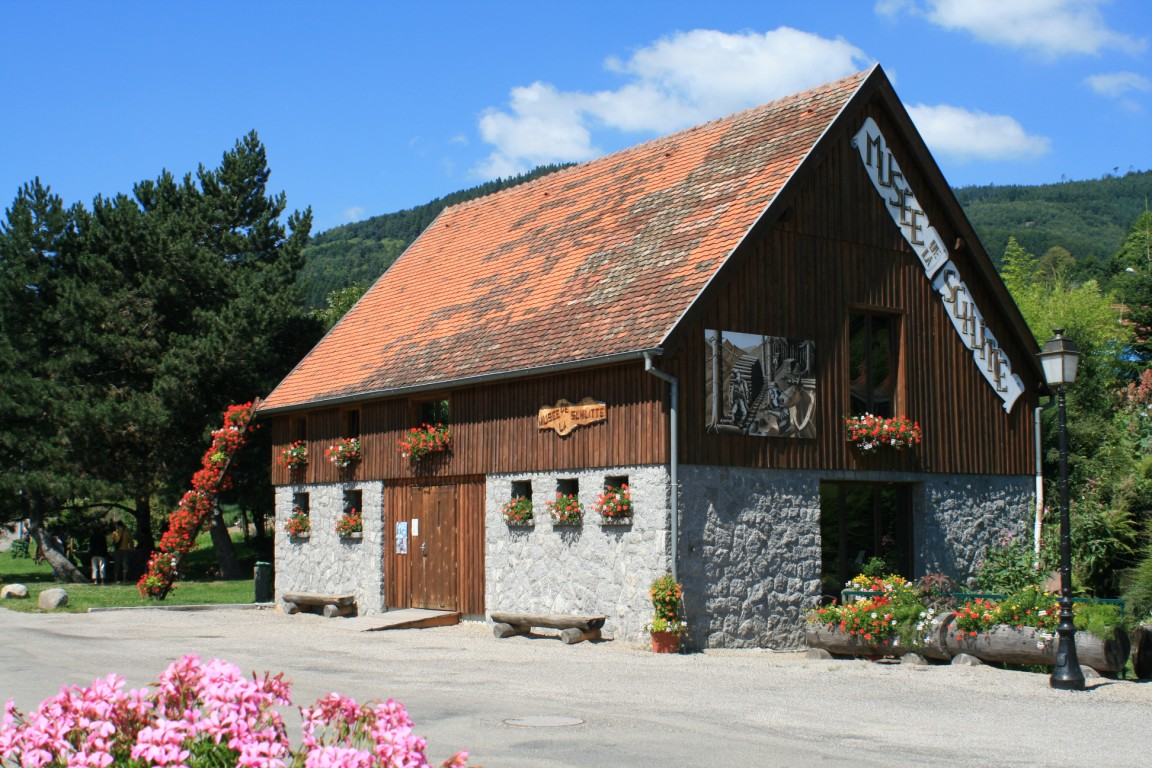
Musée de la Schlitte à Muhlbach-sur-Munster

Dans une ambiance plus festive, caractérisée par une foule et par un battage démonstratif de savoir-faire folklorique joyeux et animé qui aurait paru étrange aux hommes de la montagne vosgienne du XIXe siècle, se perpétue depuis plusieurs décennies une fête du schlittage à Menaurupt à proximité de Gérardmer, et des démonstrations lors de la fête de la forêt à La Bresse. On peut visiter, à Muhlbach-sur-Munster dans le Haut-Rhin, un Musée de la Schlitte et des Métiers du bois.
Vantées par la littérature touristique sur le haut massif vosgien, les techniques de schlittage étaient aussi connues dans les Vosges gréseuses, dans les Vosges du Nord forestières, dans le Jura et en Forêt-Noire.